# P進解析

3進整数と、それらのポントリャーギン双対群上の対応する指標を選択した図

数学において、p進解析（pしんかいせき、英: p-adic analysis）とは、p進数関数の解析学を扱う数論の一分野である。
p進数上の複素数値関数の理論は、局所コンパクト群の理論の一端を担う。「p進解析」と言った場合、通常は興味ある空間上の p進値関数の理論を指す。
p進解析の応用は、数論において多く見られ、特にディオファントス幾何学やディオファントス近似において、p進解析は重要な役割を担う。いくつかの応用の場面では、p進関数解析学やスペクトル理論の発展が求められている。多くの方法によって、p進解析は古典解析より緻密なものではなくなる。なぜならば、超距離不等式は例えば p進数の無限級数の収束をより単純なものとするからである。p進体上の位相ベクトル空間は、次のような区別される特徴を持つ：例えば、凸性とハーン-バナッハの定理に関連する様相は異なる。